# Edward Charles Pickering
Edward Charles Pickering, född 19 juli 1846 i Boston, död 3 februari 1919, var en amerikansk astronom. Han var sonsons son till Timothy Pickering och bror till William Henry Pickering.

## Vetenskapliga insatser

### Fixstjärneastronomi vid Harvardobservatoriet
Pickering tillhörde sin samtids ledande astronomer. Han blev 1867 professor i fysik vid Massachusetts Institute of Technology i Boston, 1877 professor i astronomi och geodesi samt direktor för Harvard College Observatory i Cambridge, Massachusetts. Han var bland annat ledamot av Vetenskapssocieteten i Uppsala (installerad 1892) och av Fysiografiska sällskapet i Lund (installerad 1900) och valdes 1917 in som utländsk ledamot av Kungliga Vetenskapsakademien. Pickering tilldelades Henry Draper-medaljen 1888, Rumfordpriset 1891, Brucemedaljen 1908 och Jules Janssens pris samma år.
Vid Harvardobservatoriet gjorde han insatser inom fixstjärneastronomins område. Han organiserade en rad omfattande fotometriska arbeten över fixstjärnorna, till största delen utförda med den av honom konstruerade meridianfotometern. Dessa arbeten utvidgades till den södra stjärnhimlen genom expeditioner till Sydamerika. Resultaten av dessa arbeten är införda i ett flertal stjärnkataloger, varav två stora sammanställdes av Pickering 1908: Revised Harvard photometry: a catalogue of the positions, photometric magnitudes and spectra of 9110 stars och A catalogue of 36,682 stars fainter than the magnitude 6,50 observed with the 4-inch meridian photometer. Av dessa kataloger, som tillsammans innehåller bestämningar av ljusstyrkan för nära 47 000 stjärnor, innehåller den förra huvudsakligen de ljusstarkare stjärnorna och den andra de ljussvagare.
Stjärnkatalogen Revised Harvard photometry blev föregångare till dagens Bright Star Catalogue. Den upptog även bestämningar av spektraltyperna för de ingående stjärnorna. Dessa bestämningar av stjärnornas spektra är sammanställda ur de omfattande undersökningar över fixstjärnspektra, som utförts under Pickerings ledning och av vilka en stor del är publicerad i hans stora verk The Draper Catalogue of stellar spectra (1910), som upptar spektraltyperna för över 10 000 stjärnor, bestämda med hjälp av objektivprisma.

### Den Pickering–Cannonska spektralklassifikationen
Den klassifikation för stjärnornas spektra han använde i sitt sistnämnda arbete förbättrade han tillsammans med Annie Jump Cannon. Den Pickering–Cannonska spektralklassifikationen började i början av 1900-talet tränga undan den tidigare allmänt använda Vogelska.

### Övriga insatser
Pickering har utfört och lett en mängd fotometriska och spektralanalytiska specialundersökningar över fixstjärnorna. Särskilt viktiga är hans arbeten om de variabla stjärnorna och de spektroskopiska dubbelstjärnorna. Vidare har han utfört och lett astrofotografiska och andra undersökningar över nebulosor och stjärnhopar, observationer över solförmörkelser, över zodiakalljuset, planeter, meteorer, bestämningar av stjärnorter samt meteorologiska observationer. Han har gett ut Annals of the Harvard College Observatory och övriga Harvardobservatoriets publikationer och var medredaktör för flera vetenskapliga tidskrifter.

## Utmärkelser
Asteroiden 784 Pickeringia är uppkallad efter honom och brodern.